# Polypogon squalidalis
Polypogon squalidalis är en fjärilsart som beskrevs av Franz Dannehl 1926. Polypogon squalidalis ingår i släktet Polypogon och familjen nattflyn. Inga underarter finns listade i Catalogue of Life.